# Jonatan Reuter
Jonatan Reuter, född 27 juli 1859 i Ekenäs, Finland, död där 10 november 1947, var en finlandssvensk ingenjör, pedagog och författare. Reuter var son till Odert Reuter samt bror till Ossian Reuter och vidare kusin till Odo, Julio och Enzio Reuter.

## Ingenjören och pedagogen
Efter att ha genomgått Polytekniska institutet 1885-1886, 1891-1892, 1898 och 1904 reste prästsonen Reuter till Tyskland, Österrike, Schweiz med flera länder där han studerade undervisningen i lägre tekniska skolor, yrkesskolor och hemslöjd. Han redogjorde för sina rön i olika rapporter. Åren 1886-1930 undervisade Reuter vid tekniska läroanstalter i Helsingfors och han tog även 1891 initiativet till att ge ut tidskriften Teknikern, vars huvudredaktör han var under fem år. Han publicerade även flera tekniska handböcker och tabeller för skolbruk.

## Den skönlitteräre författaren
Den skönlitterära debuten skedde 1884 med Dikter, som efterföljdes av Nya sånger och dikter (1888), Seglande skyar (1896) och Från kampens år (1905). Om man undantar sistnämnda samling, uppträdde Reuter för det mesta som havets och skärgårdslivets sångare. Hans stämningar är friska, formen enkel och okonstlad. Livet i skärgården gav också Reuter stoff till berättelser och skisser som även belönades med statspremium 1901. Reuter utgav även en för turister avsedd farleds- och skärgårdsbeskrivning, Helsingfors-Åbo-Stockholm (1905). 
En av Reuters mest kända texter är Till havs, som tonsatts i flera versioner, varav den mest kända av Gustaf Nordqvist. Stycket är starkt förknippat med Jussi Björling.

### Skönlitteratur
- Dikter. Helsingfors: Beijer. 1884. Libris 21532835. https://litteraturbanken.se/f%C3%B6rfattare/ReuterJ/titlar/Dikter/sida/2/faksimil?om-boken
- Nya sånger och dikter. Stockholm: Bonnier. 1888. Libris 8222506. https://litteraturbanken.se/f%C3%B6rfattare/ReuterJ/titlar/NyaS%C3%A5ngerOchDikter/sida/1/faksimil?om-boken
- Dikter i färg och ord. Helsingfors. 1891. Libris 8232020 - Medförfattare: Fredrik Constantin Bjarke.
- Lovart och lä : bilder och stämningar. Helsingfors: Söderström. 1895. Libris 8253240. https://litteraturbanken.se/f%C3%B6rfattare/ReuterJ/titlar/LovartOchL%C3%A4/sida/5/faksimil?om-boken
- Så klinga högt, du svenska sång. Helsingfors. 1895
- Seglande skyar : dikter. Helsingfors: Söderström. 1896. Libris mwzpc111k8rdm8qd. https://litteraturbanken.se/f%C3%B6rfattare/ReuterJ/titlar/SeglandeSkyar/sida/2/faksimil?om-boken
- Våren i Finland : (vid Sång- och Musikfesten i Lovisa den 10-11 juni 1899). Lovisa. 1899. http://bibbild.abo.fi/smatryck/ReuterJonatan1.pdf
- Berättelser om lefvande och döda. Helsingfors: Söderström. 1900. Libris 089hd9cqx83rc1ms. http://hdl.handle.net/2077/57902
- Kustbilder. Skrifter / utgivna av Svenska folkskolans vänner, 99-1860457-3 ; 52. Helsingfors. 1902. Libris 8235212
- Från kampens år : dikter. Helsingfors. 1905. Libris 8235206
- Festpoem vid Västra Nylands midsommarting i Ekenäs 28 juni 1908 : sångens mål. Ekenäs. 1908
- Toner från stugor och stigar : dikter till folkmelodier. Helsingfors: Brage. 1913. Libris 8235573 - Tillsammans med: Ernst Viktor Knape och Jonatan Reuter.
- Sedum annuum : dikter. Helsingfors: Söderström. 1927. Libris 8235214
- Kaptener och kaptenskor : berättelser från kusten. Helsingfors: Söderström. 1931. Libris 8235211
- Dikter från land och strand. Helsingfors: Söderström. 1934. Libris 8235205
- Allehanda minnen : kust och kobbar, människor bland människor bortom Östersjön. Åbo: Bro. 1946. Libris 1830928
- Sång kring Pojovik : västnyländska sångfestdikter 1906-1946. Ekenäs. 1946. Libris 1813065

### Varia
- Ekenäs stad och dess omgifningar : kort handledning för resande. Ekenäs. 1887. Libris 1813065
- Teknisk handbok för elever vid industriskolor, verk och byggmästare, maskinister m.fl. Helsingfors. 1887. Libris 8236824 - Medförfattare: Johan Anton Zidbäck.
- Om ritningsmaterial och ritning. Helsingfors. 1892. Libris 8235213
- Elementär hållfasthetslära. Häfte 1-2. Helsingfors. 1893-1895
- Geometriska uppgifter från det praktiska området... Helsingfors. 1898. Libris 8235207
- Sjöfågels fredande och ofredande. Öfvertryck från "Vårt Land" ; 39. Helsingfors. 1899. Libris 8235215
- Studier på de lägre industriella skolornas område jämte förslag till förberedande yrkesskolor i Helsingfors : berättelse öfver en studieresa ... Helsingfors: Helsingfors stadsfullmäktige. 1999
- Studier på hemslöjdens område : berättelse öfver en resa, som med understöd af Kejserliga senaten i Finland företagits med ändamål att taga kännedom om hemslöjdens ställning i några länder på den europeiska kontinenten. Helsingfors. 1904. Libris 8235216
- Helsingfors-Åbo-Stockholm : farleds- och skärgårdsbeskrifning. Helsingfors: Helios. 1906. Libris 8238241
- St. Petersburg-Stockholm : eine Seefahrt. Helsingfors. 1907 - Utgiven anonymt.
- Yrkesundervisning : industrimuseer och mästarekurser i utlandet  : berättelse till Industristyrelsen i Finland öfver en studieresa år 1908. Helsingfors: [s.n.]. 1909. Libris 10196311
- Käsityöläis- ja ammattikoulujen taulukirja = Handtvärks- och yrkesskolors tabellbok. Helsinki: Herman Lindell. 1911
- Berättelse öfver en resa till Stockholm med ändamål att taga kännedom om fortsättningsundervisningen vid folkskolorna samt andra i samband därmed stående spörsmål. Helsingfors. 1915
- Elementär mekanik : till ledning vid lägre tekniska skolor (2. omarb. uppl). Stockholm: Chelius. 1919. Libris 8222923
- Yrkesskolornas matematiska och tekniska tabeller. Stockholm: Chelius. 1920. Libris 8222924 - Medförfattare M. Sergelius.
- Undervisningen för hantverk och industri i Finland. Svenska tekniska vetenskapsakademien i Finland. Meddelande ; 5 :1. Helsingfors. 1927. Libris 8235217
- John Didrik Stenberg : en minnesteckning. Helsingfors. 1928. Libris 8235210
- Räknelära för yrkesundervisningsanstalter, hantverks- och industriskolor. Helsingfors. 1929. Libris 8235219 - Medförfattare: J. Saroja.
- Hjälp vid geometrisk ritning : kongruens och likformighet, förminskning och förstoring, skalor, kollineation och affinitet  : handledning för tekniska yrkesskolor. Helsingfors. 1931. Libris 8235208

### Samlade upplagor
- Samlade skrifter i urval. 1-2. Stockholm: Chelius. 1920-1922. Libris 1476924

### Redaktör
- Teknikern : tidskrift för byggnadskonst, ingeniörvetenskap, maskinbyggnad, geodesi, elektroteknik, teknologi, teknisk undervisning och i sammanhang därmed stående ämnen. Helsingfors. 1891-1895. Libris 8877496
- Finlandssvenska tekniker : biografiska anteckningar under medverkan av flere författare. Helsingfors. 1923-1925. Libris 8234005
- Ekenäs stad och bygd : natur- och kulturskildringar. Ekenäs: Ekenäs tryckeri aktiebolag. 1931-1938. Libris 861645 - Tillsammans med: Hans Hausen.